# 谷一之
谷 一之（たに かずゆき、1955年〈昭和30年〉1月19日 - ）は、日本の政治家、実業家。勲等は旭日小綬章。
元北海道下川町長（2期）、元下川町議会議員（5期）。元自由民主党員。
この他、総務省過疎問題懇談会委員、国立研究開発法人森林総合研究所評議員、公益財団法人はまなす財団理事、北海道遺産協議会理事、カルチャーナイト北海道理事、日本自治ACADEMY顧問などを歴任。
現在は大学などで講演なども行っている。

## 来歴
北海道上川郡下川町出身。北海道名寄高等学校を経て、1977年（昭和52年）、日本大学工学部土木工学科を卒業。同年、株式会社谷組へ入社し、専務取締役、代表取締役社長を歴任。また、商工会青年部に所属し、ふるさと運動などを通して万里長城祭やアイスキャンドルフェスティバルと言ったイベントを起案し、青年部長や各種イベントの実行委員長を歴任した。
1995年（平成7年）、下川町議会議員選挙に出馬し、初当選。2011年には下川町議会議長に就任した。
2015年（平成27年）4月21日、下川町長選挙に出馬し、無投票で初当選。
2019年（平成31年）4月21日、自身の任期満了に伴う下川町長選挙に出馬し、元下川町議会議員の木下一己を破り、再選。
※当日有権者数：2,788人 最終投票率：89.53%（前回比：pts）
| 候補者名 | 年齢 | 所属党派 | 新旧別 | 得票数  | 得票率 | 推薦・支持 |
| -------- | ---- | -------- | ------ | ------- | ------ | ---------- |
| 谷一之   | 64   | 無所属   | 現     | 1,261票 | 51.1%  |            |
| 木下一己 | 71   | 無所属   | 新     | 1,208票 | 48.9%  |            |

2025年（令和7年）春の叙勲で旭日小綬章を受章した。

## 年譜
- 1973年（昭和48年）- 北海道名寄高等学校卒業[1]
- 1977年（昭和52年）
  - 日本大学工学部土木科卒業[1]
  - 谷組入社[1]
- 1982年（昭和57年）- 谷組専務取締役[1]
- 1995年（平成7年）5月 - 下川町議会議員[2]
- 1999年（平成11年）- 谷組代表取締役社長[1]
- 2011年（平成23年）5月 - 下川町議会議長[2]
- 2015年（平成27年）5月 - 下川町長[4]